# Mindenki tudja
A Mindenki tudja (eredeti cím: Todos lo saben) 2018-ban bemutatott spanyol–francia–olasz thriller film, melyet Aszhar Farhadi írt és rendezett.
A főbb szerepekben Javier Bardem, Penélope Cruz, Ricardo Darín, Bárbara Lennie és Inma Cuesta látható. A zeneszerzője Javier Limón. A film gyártója a Memento Films, a Morena Films és a Lucky Red, forgalmazója a Focus Features.
Spanyolországban 2018. szeptember 24-én, Magyarországon 2019. január 3-án mutatták be a mozikban.

## Szereplők
| Szereplő | Színész             | Magyar hang     |
| --- | ------------------- | --------------- |
| Laura | Penélope Cruz       | Németh Borbála  |
| Paco | Javier Bardem       | Fekete Ernő     |
| Alejandro | Ricardo Darín       | Kőszegi Ákos    |
| Bea | Bárbara Lennie      | Németh Kriszta  |
| Ana | Inma Cuesta         | Kis-Kovács Luca |
| Mariana | Elvira Mínguez      | Kiss Erika      |
| Fernando | Eduard Fernández    | Csankó Zoltán   |
| Antonio | Ramón Barea         | Orosz István    |
| Rocio | Sara Sálamo         | Gulás Fanni     |
| Irène | Carla Campra        | Hermann Lilla   |
| Joan | Roger Casamajor     | Seder Gábor     |
| Jorge | José Ángel Egido    | Rosta Sándor    |
| Felipe | Sergio Castellanos  | Berkes Bence    |
| Luis | Jaime Lorente       | Bergendi Áron   |
| Amanda | Mar del Corral      | Miklós Eponin   |
| Diego | Iván Chavero        | Gergely Attila  |
| Andres | Tomás del Estal     | Kajtár Róbert   |
| Gabriel | Paco Pastor Gómez   | Szabó Máté      |
| Clara | Imma Sancho         | Téglás Judit    |
| Barbara | Mari Carmen Sánchez | Andresz Kati    |
| További magyar hangok |                     |                 |
| Bartók László, Bessenyei Emma, Fehér Péter, Gazdik Katalin, Hám Bertalan, Illésy Éva, Kádár-Szabó Bence, Kiss László, Kobela Kíra, Mohácsi Nóra, Solecki Janka, Sörös Miklós, Szrna Krisztián |                     |                 |